# Le Youki
Le Youki est une chanson de Richard Gotainer parue sur un album single de 1984. Les paroles sont de Richard Gotainer et la musique de Claude Engel. Elle a été rééditée sur l'album La Planète des singles en 2005.

## Paroles
La chanson Le Youki traite de façon humoristique de l'attachement excessif de certains maîtres pour leur chien.

## Box-office
Le titre a été classé trois fois dans les 10 premières chansons du Top 50 et 31 fois dans les 30 premières.